# Phaedinus lanio
Phaedinus lanio är en skalbaggsart som beskrevs av Guérin-Méneville 1838. Phaedinus lanio ingår i släktet Phaedinus och familjen långhorningar.
Artens utbredningsområde är Guyana. Inga underarter finns listade i Catalogue of Life.